# سفیدبرفی (سرده)
سفید برفی (نام علمی: Goodyera) نام یک سرده از تیره ثعلبیان است.